# ドラゴンスレイヤー (ゲーム)
『ドラゴンスレイヤー』（Dragon Slayer）は日本ファルコムによるコンピューターロールプレイングゲーム。『ドラゴンスレイヤー（ドラスレ）シリーズ』の第1作目。移植版によっては『ドラゴンスレイヤーI』のタイトルも使われた。
T&E SOFTの『ハイドライドシリーズ』、クリスタルソフトの『夢幻の心臓』シリーズと並び、国産の三大パソコンRPGと評される。

## 概要
1984年に発売されたパソコン用ゲーム。キャッチコピーは「前代未聞麻薬的爽快遊戯」。前作『ぱのらま島』の反省から木屋がシステムを簡略化して改良したロールプレイングゲーム。パズル要素を含むアクションロールプレイングゲームの元祖と言われているが、実際は「インジケーター」と呼ばれる画面右下にある人の形をしたアイコンが左から右に移動している間にプレイヤーが行動する「時間制限のあるターン制」ロールプレイング・パズルゲームで、完全にアクションRPG化したのは『ザナドゥ』からである。 
開発を短縮する為にファルコムは、木屋善夫と井上忠信の2人に別々の「ドラゴンスレイヤー」を開発させて競わせた。結果的に「木屋善夫のドラゴンスレイヤー」が採用されて、「井上忠信のドラゴンスレイヤー」は「ログイン」のプログラムオリンピック用に掲出されている。また本作以降、ファルコムで木屋が指揮したゲームは「ドラゴンスレイヤーシリーズ」とされている。
PC-8801、PC-8001mkIISR、FM-7、X1（日本ファルコムより発売）、PC-9801、MSX（スクウェアより発売）といった当時の主要パソコン機種用に発売されたほか、スーパーカセットビジョン（エポック社より発売）でも発売された。また後年、ゲームボーイ（『ドラゴンスレイヤーI』のタイトルでエポック社より発売）、セガサターン（日本ビクターより発売された『ファルコムクラシックス』に収録）等ゲーム機にも移植された。

## ゲームシステム
ダンジョンを探索し、ドラゴンを倒し、それによってマップ上にばらまかれる全てのクラウンを家に持ち帰るとステージクリアとなる。総ステージ数は機種・バージョンによって異なる。
ゲームシステムとしてはターン制RPGで、主人公が1ターンの行動を起こすたびに、敵は1回もしくは2ターンに1回の割合で行動を行う。ただし制限時間があるため、一定時間待機していれば行動をパスすることも可能である。ゴーストはその限りではなく、待機時間中も常に移動する。主人公の移動は方向キーで指定し、敵と隣り合っているときに敵の方向を指定すれば攻撃したことになるというシステムであるが、この一連の動作が軽快であるため、プレイヤーとしては「体当たり」で敵に攻撃するアクションゲームの感覚で操作できるという特徴がある。このためアクションRPGとも見なされる。さらにパズル要素も強く、頭を使う。
体当たりで攻撃するというアクションRPGは創始期の日本製RPGでいくつか見られた形式であり、本作と同時期にはT&E SOFTのハイドライドシリーズが知られる。本作と同じ日本ファルコムの作品ではイースも同様の方式であるため紛らわしいが、イースシリーズはドラゴンスレイヤーシリーズには含まれていない。なお本作の移動は1キャラ単位であるため、イースのような半キャラずらしはできない。
また、本作は広いマップ上にある壁やアイテムの多くをプレイヤーが再配置できるという自由度の高いゲームシステムが特徴である。マニュアルでも、ゲームをクリアすることは数ある遊び方の1つに過ぎないことが示唆されており、本作はプレイヤーが遊び方を創造していくゲームだとされている。実際これは、2Dか3Dかを別とすればMinecraftに似たサンドボックスゲームに近いシステムになっている。後年のアニメ『みんな集まれ!ファルコム学園』で本作を扱った回では、まさにこのシステムがネタとなり、本作の主人公が勝手に町を作り変えた迷惑者として登場した。

### 主人公のパラメータ
HIT POINT
主人公の生命力。0になるとゲームオーバーとなる。攻撃を受けると減り、EXPERIENCEの値よりも少なくなると弱い敵も逃げるのをやめて襲ってくる、この値は家に帰ると回復する。この仕様のため、逆にEXPERIENCEが増えたときにもHIT POINTの値を超えてしまう場合があり、敵を倒した途端にそれまで逃げていた弱い敵が、仲間の仇と言わんばかりに一斉に襲いかかってくることがある。これを防ぐには後述のコインを利用してあらかじめHIT POINTをEXPERIENCEよりも増やしておく必要がある。このためマップ上のコインが枯渇するにつれて難易度も上がる。
STRENGTH
主人公の攻撃力。パワーストーンを家に持ち帰ることで増えていく。
EXPERIENCE
一般には経験値とされるが、このゲームの場合は家に帰宅した場合に回復されるHIT POINTの最大値となる。またダメージを減らす防御力でもある。モンスターを倒すことで増えていく。
GOLD
所持しているコインの量。家に帰るとコインの枚数に応じてHIT POINTが一時的に上乗せされ、GOLDは0に戻る。
MAGICAL POWER
主人公の魔力。開始時は0で、魔法の壷を拾うことにより1ずつ増えるが、魔法を使うと減少する。例外としてBREAKとKICK（モンスターに当たらなかった場合）の魔法だけは使用後すぐにこの値が回復する仕様があり、実質的に減らない。ただしマイナスにはならないので、0のときは使えない。
CROWN
所持しているクラウン。LEVEL 2.0では複数のクラウンを同時に所持できるようになった。

### アイテム
マップ上にあり、拾ったり置いたりすることができる。ただし剣・コイン・魔法の壷は拾うのみであり、マップ上に置きなおすことはできない。
剣
これを入手しないうちは主人公の攻撃力は無いも同然である。速やかに入手する必要がある。
コイン
家に持ち帰るとEXPERIENCEの上限を超えて、一時的にHIT POINTが増加する。
魔法の壷
拾うとMAGICAL POWERが増加する。

#### マップ上に置きなおせるもの
以下のアイテムは、LEVEL 2.0のクラウンを除き、同時には所持できない。
クラウン
ゲームの目的となるアイテム。ドラゴンの首をすべて倒すと出現する。1つでも所持しているときは魔法が使えない。LEVEL 2.0では以下のアイテムとは別枠となり4つすべてを同時に所持できるようになった一方で、個別に持ち帰ることができなくなり、クリアするには「4つ同時に所持した状態」で家に入る必要がある。
パワーストーン
家に持ち帰るとSTRENGTHが増加する。1/8の率で宝箱から出現するが、主人公に特定の行動を取らせることで、意図的に出現させることもできる。
十字架
所持している間は敵からの攻撃を受けないが、自身も魔法や攻撃ができない。また、モンスターはマップ上にある十字架の位置へ移動や攻撃ができない（LEVEL 2.0のみ）。ゴーストも同様なのでマップ上に置いてある十字架を持ち去ることはないが、主人公の所持している十字架は持ち去ることがある。
鍵
所持している間は、宝箱を開けることができる。ただしドラゴンの周囲にある形の異なる宝箱は対象外。
指輪
所持している間は、ブロックや家を押して動かすことができる。

### その他のオブジェクト
家
HIT POINTの回復、STRENGTHの向上が行える。指輪を所持していると、押して移動させることができる。クラウン回収後、家に戻ればゲームクリアとなる。複数の家がある場合、最後に指輪で押した家にワープする。
ブロック
いわゆる壁。主人公やモンスターは通過できない。ゴーストは通過する。魔法や指輪を使用することにより、破壊や移動が可能となる。
墓
モンスターが発生する。墓の上に別のモンスターがいるときは次のモンスターが出てこれない仕様があるので、何らかの手段で墓の上からモンスターを動けなくすると、以後その墓からのモンスターの出現を封じることができる。ドラゴン討伐後は家が墓に囲まれるという仕様があったが、Level 2.0では廃止され、家から直接モンスターが発生するように変更された。
宝箱
アイテムが入っている。通常の宝箱は鍵を所持している時のみ開けることができる。宝箱の中身は一部のアイテムを除き、9ターン周期で同じアイテムが出現するようになっているため、周期をあわせることで同じアイテムを連続で出現させることが可能。宝箱の少ない面ではこれを利用しないとSTRENGTHを上げることが難しい。
ドラゴンの周囲にある宝箱は形が異なり、鍵では開かない。
ワープゾーン
マップ上の別の場所にワープする。ワープ先はワープゾーンの置かれている場所によって異なるが、同じ場所のワープゾーンであればワープ先は固定である。

### 敵キャラクター
モンスター
墓から現れる通常のモンスター。様々な種類があり、倒すたびに強敵が出現する。
ゴースト
ブロックを越えてマップ上を素早く動き回る。直接の攻撃は加えてこないが、アイテムを持ち去ってはマップ上のどこかに放置する。
死神
宝箱に潜む。取り憑かれると魔法が使えない。十字架の上を通過すると引き剥がす（LEVEL 1.0, 1.1）、または消滅する （LEVEL 2.0）。後者であっても家へ帰ることで死神を消さずに引き離すことは可能。なお『ファルコムクラシックス』などの一部のバージョンでは十字架の上を通過しても消えないものもある。
ドラゴン
クラウンを護る3つ首のドラゴン。マップ上で胴体を中心に3つの頭と1つの尾が十字状に並んだ存在。頭それぞれが炎を吐いて攻撃してくるほか、尾に跳ね飛ばされると初期地点付近へ跳ばされる。斜めには攻撃してこない。3つの首と胴体はそれぞれが別モンスターのような扱いになっており、動いてはこないが、それぞれを個別に倒す形になる。ただし胴体は倒す必要がなく、攻撃もしてこない。それぞれの部分を倒すたびに、モンスターの動きが速くなったり墓以外からも出現するようになったりと、段階的に難易度が上がっていく。尾については移動手段にはなるが戦闘にならないので倒すことはできない。

### 魔法・特技
魔法はMAGICAL POWERを消費して使用する（一部例外有り）。MAGICAL POWERが0の時は使用できない。EXPERIENCEがある値に達するごとに、順に習得していく。
JUMP
マップ上を移動しているゴーストの中から一匹がランダムに選ばれて、その場所にワープする。
RETURN
家にワープする。複数の家がある場合は最後に指輪で動かした家が対象。
MAP
縮小マップを表示する。
BREAK
ブロックを壊すことができる。この魔法は例外的にMAGICAL POWERが消費されないが、魔法であるためMAGICAL POWERが0のときや、十字架・クラウンを保持している場合、もしくは死神が憑いている場合には使えなくなる。
KICK
ブロックを蹴り飛ばすことができる。モンスターにぶつけて即死させることもできるが、それ以外ではBREAK同様にMAGICAL POWERを消費しない。ブロックの反対側にモンスターや別のオブジェクトが隣接していて蹴り飛ばすだけの空間が無かった場合はBREAKと同様の効果になり、ブロックが消滅する。
FREEZE
周囲のモンスターを凍らせ、行動不能にする。モンスター以外の敵（ゴーストやドラゴン）に対しては効果がない（ドラゴンはもともと移動はしてこないが、近付けば攻撃してくる）。凍った敵を攻撃することもできる。
FLASH
すべてのモンスターを一定時間、行動不能にして無抵抗の敵を攻撃できる。やはりゴーストやドラゴンに対しては効果がない。
FLY
しばらくの間、鳥に変身して高速に空を飛ぶことができる。飛行中は無敵だが攻撃もできない。
斜め移動
主人公を斜めに移動させることが可能となる。これは厳密には魔法ではないためMAGICAL POWERが0でもよく、十字架・死神・クラウンの影響も受けない。しかし魔法と同様にEXPERIENCEがある値に達することで習得するため、こちらに記す。
斜め移動を利用ることで、斜め方向の敵への攻撃が可能。これにより、ドラゴンの攻撃を受けずに倒すこともできる。
SAVE
ゲームの状態を保存する。この魔法が存在するかどうかは機種によるが、原則としてFD版は保存が可能となっている。但し、例外的にX1テープ版は保存が可能である。
KEY
機種依存の魔法。SCV版ではステージクリア時に表示されるパスナンバーを入力して別のステージを最初から始める。魔法であるため使用するにはMAGICAL POWERが必要。

## バージョン
開発順に複数のバージョンが存在する。オリジナルであるPC-8801版の初期出荷バージョンとしてLEVEL 1.0およびLEVEL 1.1が存在するが、その後ゲームバランス調整を中心とした改良バージョンとしてLEVEL 2.0が登場した。
LEVEL 2.0では主に十字架上のモンスター移動が不可になる重要なルール変更を中心とし、タイトル画面の改良、ゲーム中の音楽、攻撃音の変更などがある。また、ステージ数も追加された。このほかHIT POINTが少なくなると画面が赤くなる、モンスターから得られる経験値が半分ほどにバランス調整された、といった変更点がある。なおLEVELはタイトル画面後のデモンストレーションにて確認することができる。PC-8801版以外の主要パソコン機種版や、後年移植されたものは改良後であるLEVEL 2.0の移植となっている。
機種にもよるが、隠れ機能としてコンストラクション機能が存在し、自分の作ったマップでのプレイが可能である（PC-8001mkIISR用で確認）。
後に『ログイン』にキャラクターグラフィックをザナドゥのものに置き換えた「ログイン版ドラゴンスレイヤー」がダンプリストとともに掲載された。